# Meconopsis prattii
Meconopsis prattii là một loài thực vật có hoa trong họ Anh túc. Loài này được (Prain) Prain mô tả khoa học đầu tiên năm 1914.